# 언더월드 2: 에볼루션
언더월드 2: 에볼루션(Underworld: Evolution)은 2006년 개봉한 미국의 영화이다.

## 출연

### 주연
- 케이트 베킨세일
- 스코트 스피드먼

### 조연
- 토니 커렌
- 쉐인 브롤리
- 스티븐 맥킨토시
- 데릭 제이코비
- 빌 나이

## 기타
- 원조: 케빈 그레비스
- 원조: 렌 와이즈먼
- 원조: 대니 맥브라이드
- 미술: 패트릭 타투포우로스
- 특수효과: 패트릭 타투포우로스
- 의상: 웬디 파트리지
- 배역: 메리 트리샤 우드
- 배역: 데보라 아퀼라
- 배역: 제니퍼 L. 스미스